# Leotrichillum louzadaorum
Leotrichillum louzadaorum là một loài bọ cánh cứng trong họ Bọ hung (Scarabaeidae).